# Martin Flatscher (Politiker)
Martin Johann Flatscher (* 17. Juni 1961 in Enneberg) ist ein Südtiroler Politiker.
Flatscher absolvierte in Rom ein Studium der Geschichtswissenschaft. Seine politische Laufbahn beschränkte sich im Wesentlichen auf die Jahre 1993 und 1994. Nachdem der sich auf der Flucht befindliche Remo Ferretti postalisch seinen Rücktritt eingereicht hatte, konnte Flatscher am 21. Oktober in den Südtiroler Landtag und damit gleichzeitig den Regionalrat Trentino-Südtirol einziehen. Sein Mandat hatte der Vertreter der Democrazia Cristiana bis zum Ende der Legislaturperiode am 12. Dezember desselben Jahres inne. Trotz der äußerst kurzen Amtszeit machte dies eine Umbildung der Südtiroler Landesregierung unumgänglich. Da die Landesregierung nach damals geltender Gesetzeslage in jedem Falle die ethnische Zusammensetzung des Landtags widerspiegeln musste und mit Flatscher nun ein zweiter ladinischer Abgeordneter vertreten war, musste Hugo Valentin kurzfristig zum Landesrat nachgewählt werden. Bei den Parlamentswahlen 1994 kandidierte Flatscher für die Liste Autonomia Democratica im Wahlkreis Eppan, unterlag jedoch dem SVP-Kandidaten Siegfried Brugger.